# سارة المطيري
سارة المطيري، ممثلة كويتية، بدأت مشوارها الفني عام 2011 في مسلسل أيام العمر.

## أعمالها[4]
- أيام العمر.
- عشرة عمر.
- طاش ما طاش .[6]
- متعب القلب.
- سيدة البيت.
- نوح الحمام.
- غرابيب سود.

## وصلات خارجية
- سارة المطيري على موقع قاعدة بيانات الأفلام العربية